# Lembuncula pothoidei
Lembuncula pothoidei är en svampart som beskrevs av Cif. 1954. Lembuncula pothoidei ingår i släktet Lembuncula, divisionen sporsäcksvampar och riket svampar.   Inga underarter finns listade i Catalogue of Life.